# オズヴァルト・カバスタ
オズヴァルト・カバスタ（ドイツ語: Oswald Kabasta, 1896年12月29日 - 1946年2月6日）は、オーストリアの指揮者。

## 略歴
ニーダーエスターライヒ州のミステルバッハに生まれる。1913年から1916年までウィーン音楽大学に在籍し、フランツ・シュミットやヨーゼフ・マルクスらに師事。在学中からウィーンの聖レオポルド教会の聖歌隊の合唱指揮者を務めていた。
1921年にウィーン・フィルハーモニー管弦楽団を指揮し、1924年から1926年までバーデン市立歌劇場の音楽監督を務めた。1926年から1931年までグラーツ歌劇場の音楽総監督、1933年から1938年までウィーン交響楽団の首席指揮者、1935年からウィーン楽友協会の音楽監督、1938年からミュンヘン・フィルハーモニー管弦楽団の首席指揮者を歴任した。ウィーン交響楽団の任期の最終シーズンには、師フランツ・シュミットのオラトリオ《7つの封印の書》を初演している。1931年から1935年までは、母校ウィーン音楽大学で指揮法も教え、弟子にエーリヒ・ラインスドルフらがいる。
1945年の第二次世界大戦終了後、カバスタは7年前のミュンヘン・フィル首席指揮者就任の際にナチに入党した過去などが問題視され、占領軍から一切の演奏活動を禁止された。翌年クーフシュタインの教会で妻と共に服毒自殺を遂げた。